# Олденсворт
Олденсворт (њем. Oldenswort) општина је у њемачкој савезној држави Шлезвиг-Холштајн. Једно је од 132 општинска средишта округа Нордфризланд. Према процјени из 2010. у општини је живјело 1.282 становника. Посједује регионалну шифру (AGS) 1054095.

## Географски и демографски подаци
Олденсворт се налази у савезној држави Шлезвиг-Холштајн у округу Нордфризланд. Општина се налази на надморској висини од 0 метара. Површина општине износи 45,8 km². У самом мјесту је, према процјени из 2010. године, живјело 1.282 становника. Просјечна густина становништва износи 28 становника/km².